# 芒勒
芒勒（法語：Mansle，法語發音：[mɑ̃l]），法国中西部旧市镇，位于新阿基坦大区夏朗德省，隶属于孔福朗区，其市镇面积为5.75平方公里，2019年1月1日时人口数量为1,692人，在法国城市中排名第6,294位。
芒勒原为独立市镇，2023年1月1日起与相邻的丰克莱罗合并成为芒勒莱枫丹。
芒勒位于夏朗德省北部，夏朗德河畔，是一个区域性的中心市镇，多条公路在此交汇。

## 地名来源
根据法国地名学家阿尔贝·多扎的论述，“芒勒”一名可能来源于拉丁语“mantalo”，意为“关隘、驿站”。

## 历史
芒勒早在新石器时期就已出现人类活动。古罗马时期，连接里昂和桑特之间的阿格里帕大道的一支可能由此通过。中世纪时，芒勒长期为昂古莱姆伯爵的一处领地，当地于公元11世纪时出现了水力磨坊。公元15世纪末，芒勒出现了商业贸易集市。18世纪中期，在交通工程师达尼埃尔-夏尔·特吕代纳的规划下，芒勒成为一个道路驿站。法国大革命后，芒勒成为夏朗德省的一个市镇。西班牙内战期间，约150名难民安置于芒勒。

## 地理

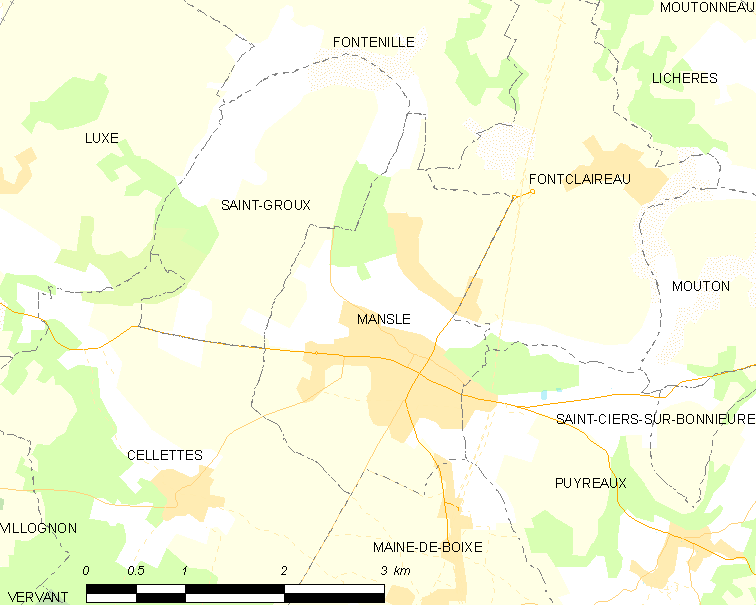
芒勒市镇范围地图

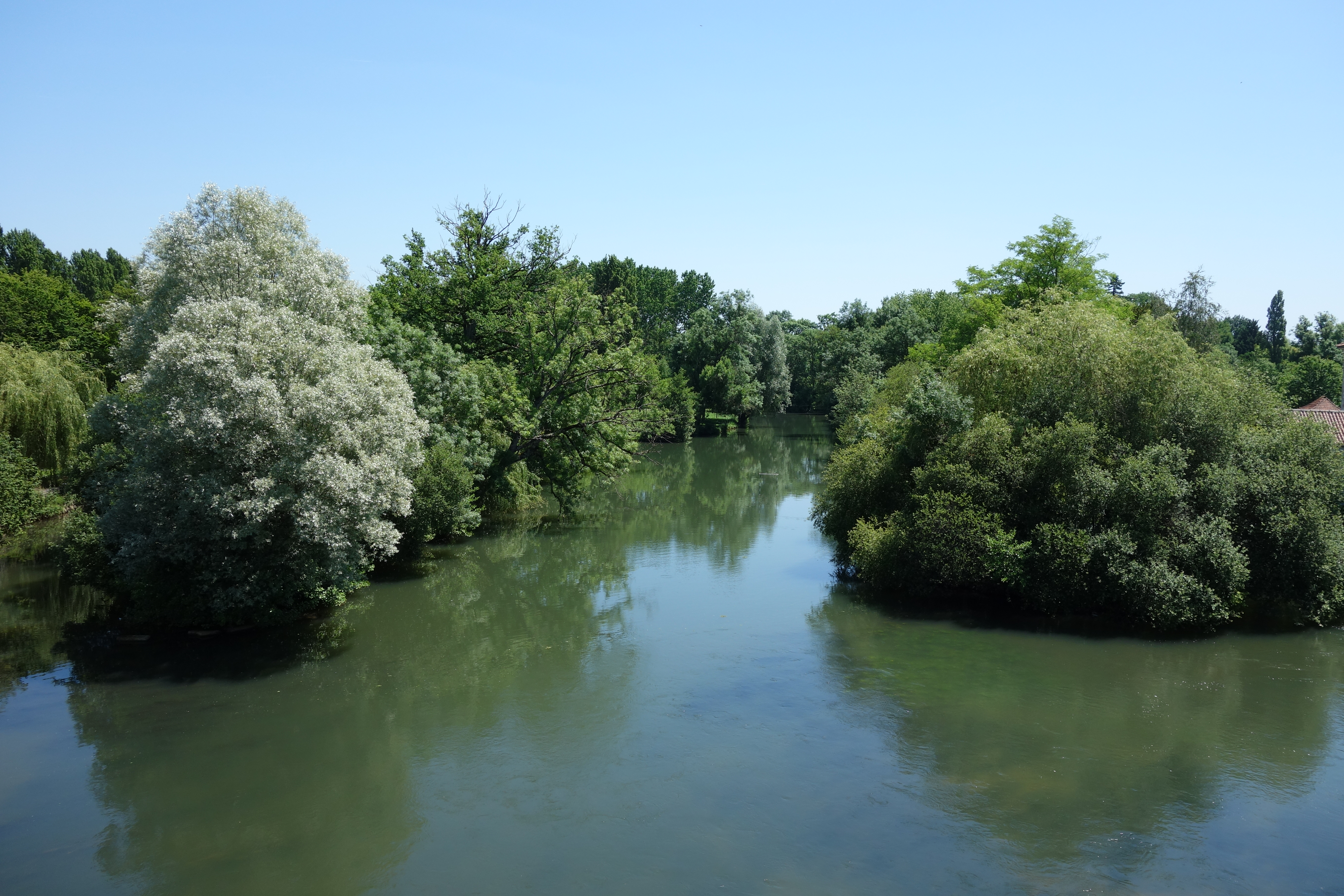
流经芒勒的夏朗德河

芒勒位于法国西部，新阿基坦大区北部和夏朗德省北部，距离省会昂古莱姆大约29公里。与芒勒接壤的市镇包括：塞莱特、丰克莱罗、丰特尼耶、曼恩德布瓦克斯、皮雷欧、圣格鲁。

### 地形
芒勒位于普瓦图丘陵和阿基坦盆地的过渡地带，境内以浅丘和平原为主，市镇中心地势较为平坦，全境海拔在55到115米之间。

### 水文
夏朗德河干流自东向西流经境内，该河在芒勒市区呈辫状水系，有多条水道平行流经。

### 植被
芒勒属于温带阔叶混交林区，林地广泛分布于河流附近。
在鲜花城市的评比中，芒勒被评为2星级鲜花城市。

### 气候
芒勒在柯本气候分类法中属于温带海洋性气候。

## 行政区划
芒勒的市镇编号为16206，邮政编号为16230。
在行政管理方面，芒勒隶属于法国新阿基坦大区夏朗德省孔福朗区；在地方选举方面，芒勒隶属于布瓦克斯和芒卢瓦县，其市镇范围全境被划入夏朗德省第三选区；在社会管理方面，芒勒是夏朗德之心市镇公共社区的组成部分。
法国国家统计与经济研究所（简称）在进行数据统计时，未将芒勒划入任何城市核心区、城市区以及城市辐射区（）内。 此外，还将芒勒市镇整体看作一个“块区”（IRIS），以便于统计人口分布情况。

## 交通

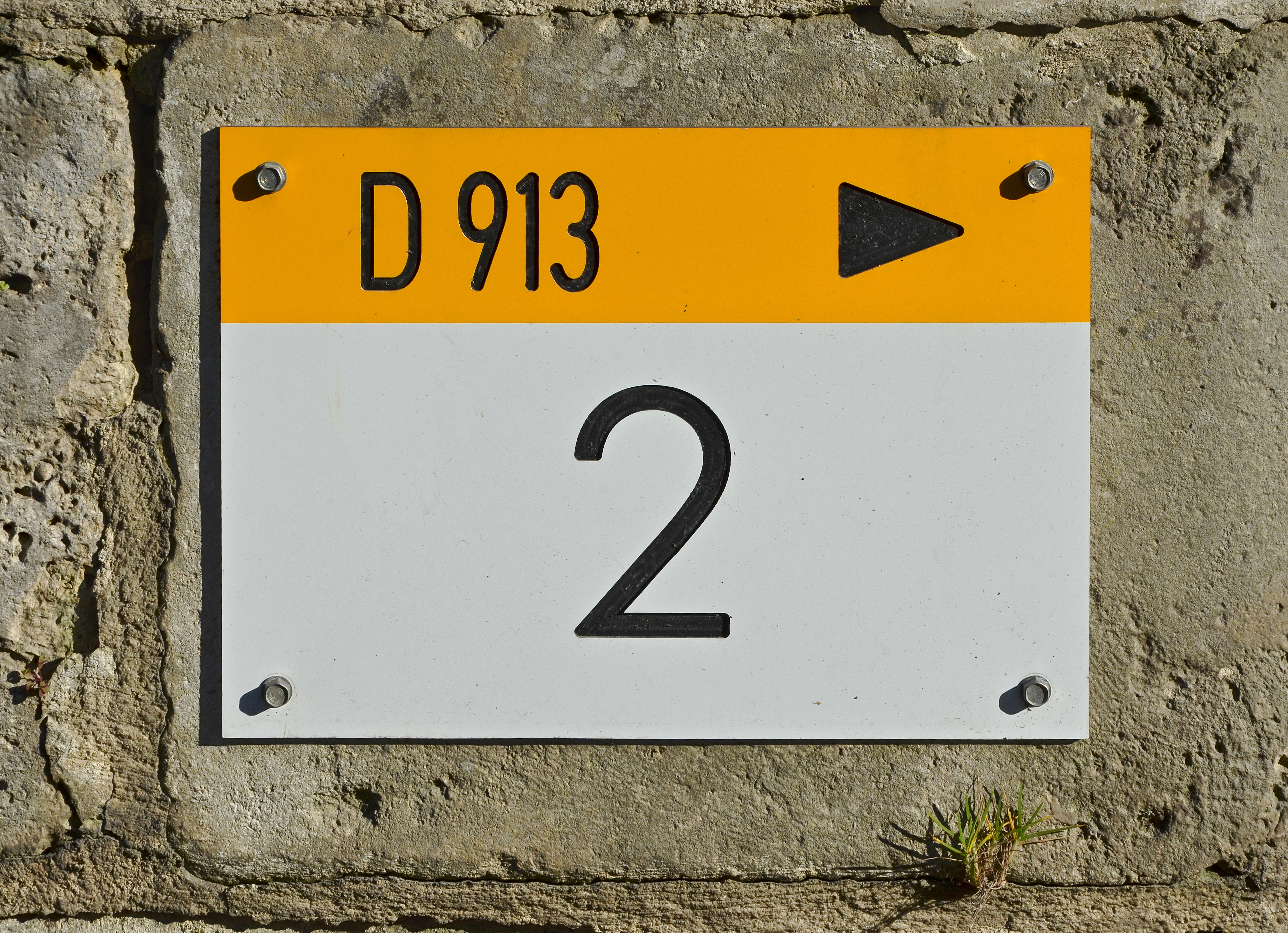
省道D913线标识

### 公路
法国国道N10线经过芒勒附近，此外多条夏朗德省省道在芒勒境内交汇。新阿基坦大区下属的城际客运提供巴士线路，可前往周边部分市镇。
2018年，66.3%的芒勒家庭拥有至少一辆私人汽车。2018年，芒勒境内共发生各类交通事故2起，造成2人受伤。
| 34 | 64 |

| 昂古莱姆 | 29 |

| 孔福朗 | 46 |

| 吕费克 | 18 |

### 铁路
距离芒勒最近的运营中的客运铁路车站为位于巴黎－波尔多铁路上的吕克塞站。该站停靠往返于普瓦捷和昂古莱姆一线的区域列车。

### 航空
芒勒市区距离普瓦捷机场和利摩日机场的公路里程均约85公里。

### 城市公共交通
截至2022年8月，芒勒暂无城市公共交通系统。

## 政治

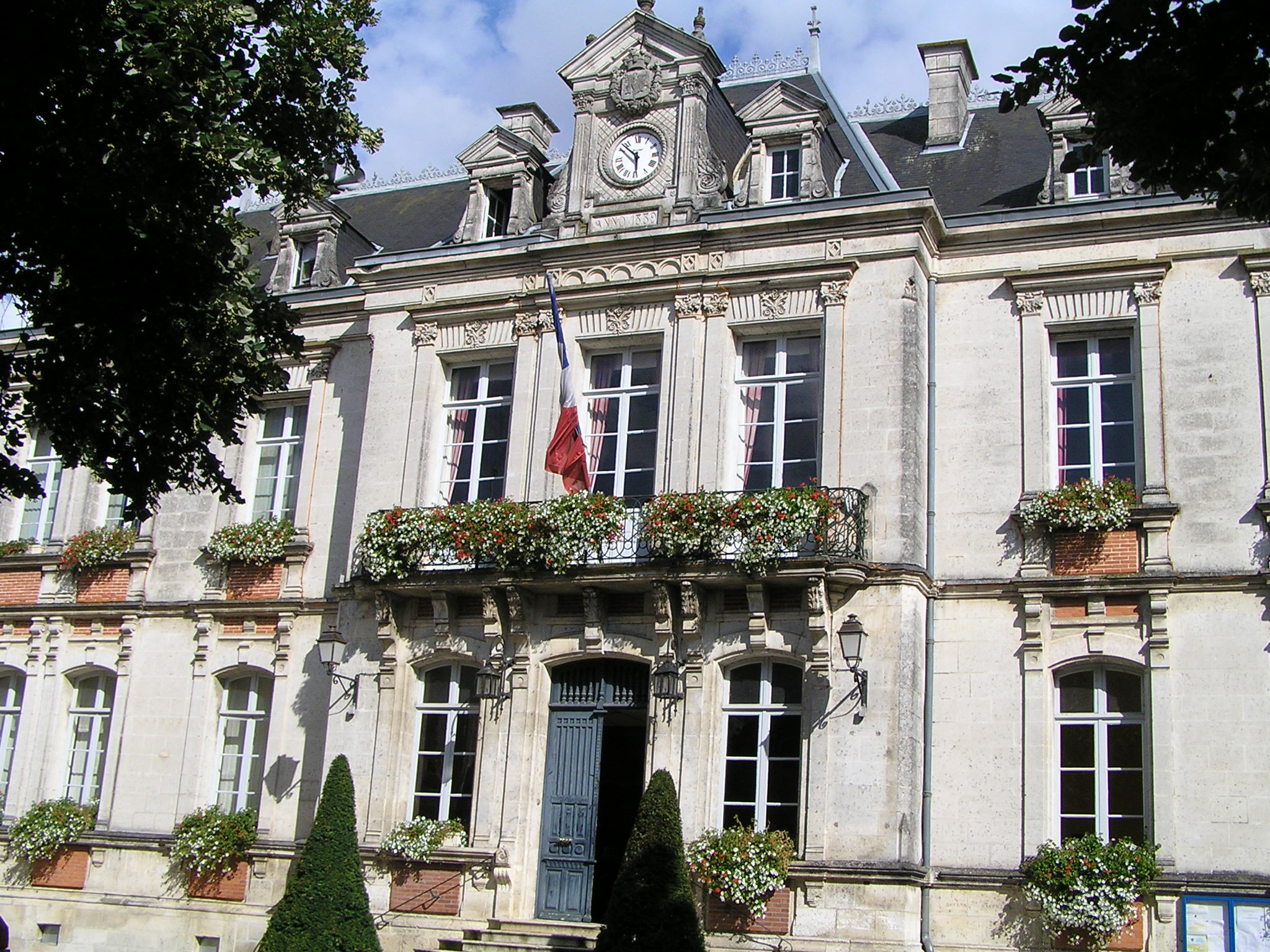
芒勒市政厅

芒勒的现任市长为克里斯蒂安·克鲁瓦扎尔先生（Christian CROIZARD），他是一名右翼无党派人士，在2020年的市政选举中获得了100.00%的支持率（无其他候选人）。
在2022年的法国总统大选中，法国民族阵线主席玛丽娜·勒庞在芒勒获得了51.29%的支持率。

## 人口
2019年，芒勒市镇人口数量为1,692，在法国排名第6,294位。其中男性777人，女性915人，75岁及以上人口占16.9%，外籍人口数量为40人，人口密度为294人/平方公里，当地居民被称为（男性）或（女性）。2020年，芒勒境内出生10人，死亡人口44人。
| 芒勒1901年－2019年人口变化情况 |
|                                |
| 数据来源：Cassini、INSEE       |

## 经济
芒勒是一个区域性的中心城市，隶属于工商局（de）。截止2022年8月，芒勒市镇范围内共有各类用人单位（包含自雇）276家，平均历史为20年，其中98.17%为中小型企业（PME），2022年6月至8月间，当地的经济活力指数为0.72%。（塑料部件）、（老年服务）及（肉制品）是当地2021年营业额最高的三个企业，分别为4,565,326欧元、2,845,191欧元和399,175欧元。

## 财政与居民收入
2020年，芒勒的财政收入总额为2,031,870欧元，财政支出总额为1,605,060欧元，当年的债务总额为684,870欧元。2021年，芒勒市镇共获得267,775欧元的国家财政补助，比上一年增加了0.27%。
2020年，芒勒的人均月收入总额为1,650欧元，低于法国平均水平（2,303欧元）。
2018年，芒勒境内的青壮年（15至64岁）失业率为23.0%，当地38.1%的家庭拥有纳税资格，平均纳税2,115欧元，低于法国平均水平（3,910欧元）。

## 社会事务

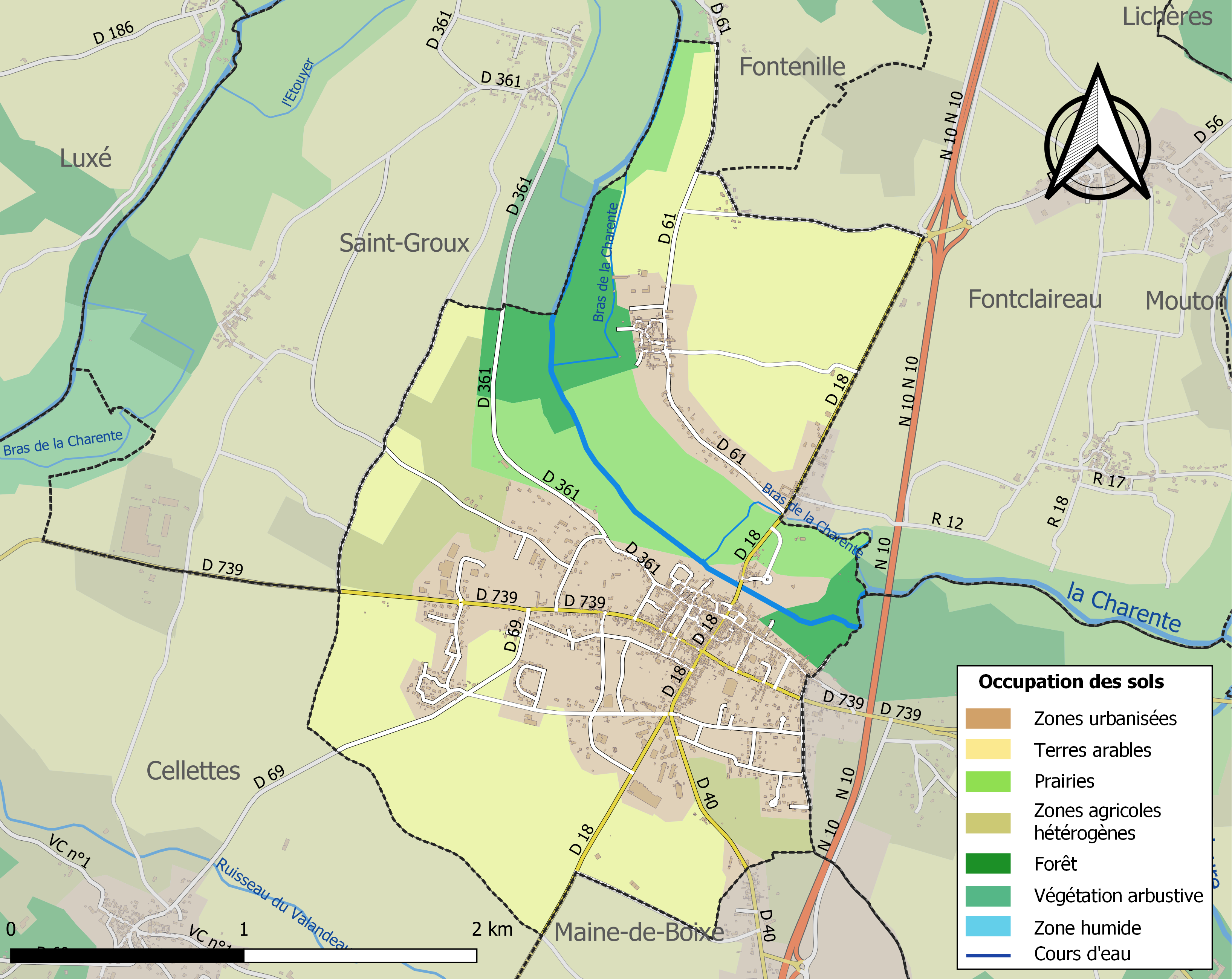
芒勒土地利用情况地图

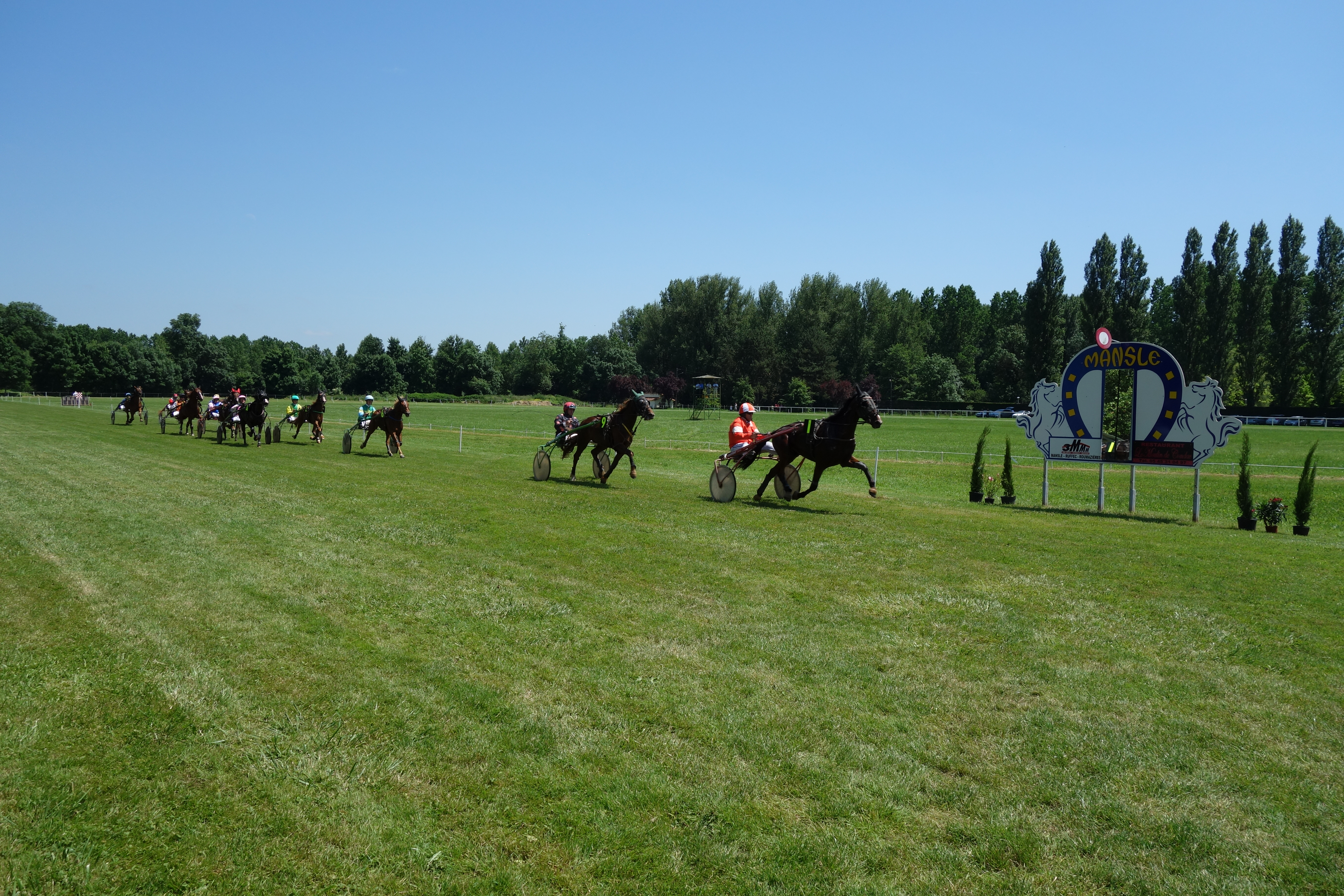
芒勒附近的一处赛马场

### 教育
芒勒属于普瓦捷学区。截止2020年1月1日，芒勒境内共有1所小学和1所初级中学。2018至2019学年度，芒勒境内共有在校中等教育阶段学生371名。

### 医疗
截止2020年1月1日，芒勒境内共有全科医生4名、保健师2名和护士10名。境内共有药房1家、养老院2家。
距离芒勒最近的区域性医疗机构为昂古莱姆中心医院（Centre Hospitalier d'Angoulême），其主病区位于昂古莱姆市区西南部，距离芒勒的正常车程大约25分钟，该院设有床位602个，是当地规模最大的公立综合性医院。

### 住房
2018年，芒勒境内共有各类住房981套，其中83.2%为独立式居民区，16.1%为集中式居民区。常住房屋占芒勒市镇范围内居民建筑总量的78.4%。
在住房保障政策方面，2020年，芒勒境内共有223户家庭获得了住房经济补助，受益人数占总人口数量的13.3%，其中213份为房租补助。

### 商业
2019年，芒勒境内共有各类实体商铺54家，其中餐厅6家、大型超市2家、面包房2家、肉铺2家、银行门店3家、美容美发店5家、汽车维修店4家。镇中心建有Aldi和Super U超市。

### 体育
2020年，芒勒境内共有1家游泳池、2间体育馆、1座综合体育场、2处网球场、2处足球或橄榄球场以及1处篮球或排球场。
截至2022年8月，芒勒红色公鸡（Coqs Rouges Mansle，编号506967）是当地唯一的注册足球俱乐部，其主队2022至2023赛季参加夏朗德省足球联赛（法国第九级别），其主场为拉加雷讷球场（Stade de la Garenne）。

### 环境
芒勒的环境事务由其所属的夏朗德之心市镇公共社区联合各级政府协调负责。2019年，芒勒境内暂无污染企业。

### 治安
2019年，芒勒市镇范围内有1处宪兵队。
芒勒及其附近的共146个市镇是孔福朗国家宪兵队（zone gendarmerie de Confolens）的管辖范围。2020年，该宪兵队累计记录各类案件2,281起，其中盗窃类案件1,044起，经济类案件447起，毒品交易类案件58起。

## 文化

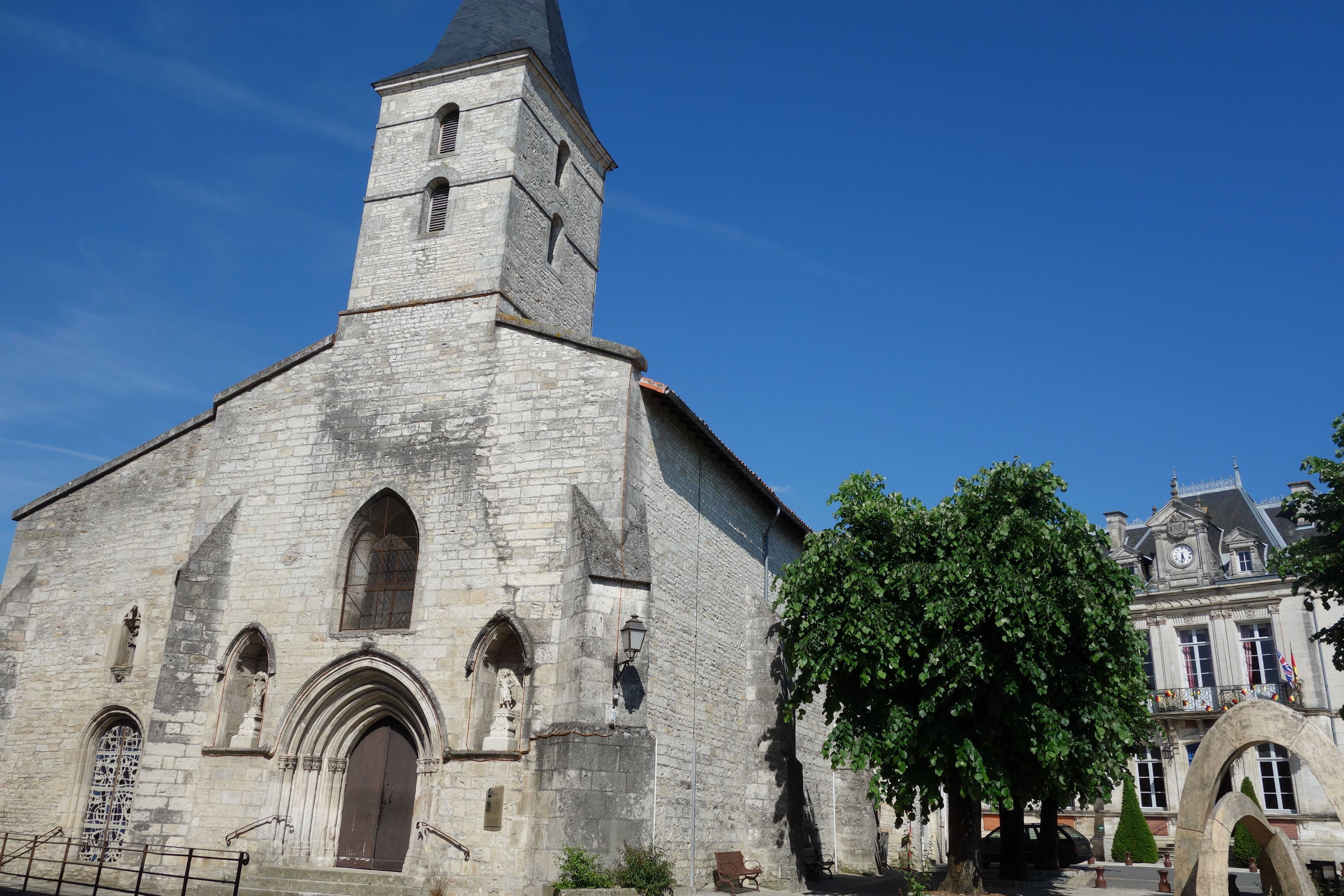
芒勒圣莱热教堂

2020年，芒勒境内暂无任何设施。芒勒市政府提供市政多媒体中心（Médiathèque municipale de Mansle），每周二、三、五、六向公众开放。

### 建筑
芒勒境内有多处历史建筑，其中圣莱热教堂（Église Saint-Léger）是当地的地标性建筑物。

### 旅游
芒勒的旅游事务由其所属的夏朗德之心市镇公共社区负责。2021年，芒勒境内共有1家酒店共计29间房间；另有1个露营地，可容纳共80辆露营车。

### 媒体
法国主要的媒体均可在芒勒接收，法国电视三台下属的新阿基坦大区频道在部分时段播出芒勒所属区域的地方新闻。《夏朗德自由报》、蓝色法兰西普瓦图广播、云雀广播等为当地主要的地方性媒体。

## 友好城市
截至2022年8月，芒勒暂未建立任何友好城市关系。